# Xanthia albescens
Xanthia albescens là một loài bướm đêm trong họ Noctuidae.